# E-atît de-aproape fericirea
E-atît de-aproape fericirea, menționat și sub formele E atît de-aproape fericirea și E atît de aproape fericirea, este un film românesc din 1978 regizat de Andrei Cătălin Băleanu. Rolurile principale au fost interpretate de actorii Albert Kitzl, Diana Lupescu și Constantin Diplan.

## Distribuție
Distribuția filmului este alcătuită din:
- Albert Kitzl — Paul Iacomi, fost muncitor fruntaș, student în anul III la Politehnică
- Diana Lupescu — Cristina Raiu, o fată dintr-o familie bine situată social
- Constantin Diplan — ing. Petre Petrescu, șef de secție la o uzină, prietenul din copilărie al lui Paul
- Margareta Pogonat — Mimi Raiu, mama Cristinei
- Petre Gheorghiu — Gelu Raiu, tatăl Cristinei
- Gheorghe Visu — Lascăr, student, colegul de facultate al lui Paul
- Alexandru Georgescu — Ștefan, muncitor strungar, vechiul prieten al lui Paul, care-i găzduiește pe Paul și Cristina în casa lui
- Rodica Negrea — Kati, studentă, prietena cea mai bună a Cristinei
- Dana Dogaru — Eugenia, muncitoare, fosta iubită a lui Paul
- Adrian Georgescu — nenea Dumitru, maistrul de la uzină
- Horațiu Mălăele — Mihai, studentul cu ochelari care se plânge că-i e greu în fabrică
- Iulian Popescu — Vasile, muncitorul cu bască, vechi coleg de uzină al lui Paul (menționat Iuliu Popescu)
- Radu Gheorghe — Victor, studentul care cântă la chitară la festivalul artistic studențesc (menționat Gheorghe Radu)
- Radu Vaida — Sachelarie, studentul șef de grupă
- Victoria Mierlescu — mama inginerului Petrescu
- Boris Ciornei — vecinul în vârstă al ing. Petrescu, care plantează un pom în fața blocului
- Boris Petroff — profesorul universitar de la Politehnică (menționat Boris Petrof)
- Manuela Marinescu
- Dinu Neagoe
- Iulia Stan
- Cristian Tuță
- Valeriu Preda
- Pavel Sfetescu
- Gabriel Ene
- Elena Marin
- Sorina Siminiceanu
- Viorica Hodel Bubulici
- Nicolae Edulescu
- Mihai Ioniță
- Lidia Carpiuc
- Nora Meraru
- Puiu Alexandrescu
- Alexandru Naghi
- Adrian Drăgușin
- Anda Onesa — o tânără care râde la o masă de la restaurant (nemenționată)

### Dublaj de voce
- Florian Pittiș — Paul Iacomi[2]

## Primire
Filmul a fost vizionat de 1.544.085 spectatori de spectatori în cinematografele din România, după cum atestă o situație a numărului de spectatori înregistrat de filmele românești de la data premierei și până la data de 31 decembrie 2014 alcătuită de Centrul Național al Cinematografiei.